# 1899 у кіно

## Фільми
- Попелюшка — французький короткометражний художній фільм Жоржа Мельєса
- Жанна Д'арк — німий короткометражний історичний фільм Жоржа Мельєса

## Персоналії

### Народилися
- 1 (13) січня — Лев Кулєшов, російський радянський актор німого кіно, кінорежисер, сценарист, теоретик кіно (пом. 1970).
- 18 січня — Тимошенко Семен Олексійович, російський радянський кінорежисер і сценарист (пом. 1958).
- 21 січня — Максимов Олексій Матвійович, радянський актор театру і кіно, режисер і педагог (пом. 1965).
- 28 січня — Дмоховський Борис Михайлович, російський радянський актор та режисер театру і кіно (пом. 1967).
- 6 лютого:
  - Рамон Новарро, американський актор (пом. 1968).
  - Мартінсон Сергій Олександрович, російський радянський актор театру і кіно (пом. 1984).
- 21 лютого — Мілютенко Дмитро Омелянович, український радянський драматичний актор театру і кіно, педагог (пом. 1966).
- 27 лютого — Ян Кейт, американський актор (пом. 1960).
- 14 березня — Брюнчугін Євген Васильович, радянський та український кінорежисер і сценарист (пом. 1981).
- 15 березня — Джордж Брент, американський актор кіно і телебачення ірландського походження (пом. 1979).
- 27 березня — Глорія Свенсон, американська акторка (пом. 1983).
- 1 квітня — Симонов Рубен Миколайович, радянський актор, сценарист, режисер театру і кіно (пом. 1968).
- 4 квітня — Кармел Майерс, американська акторка (пом. 1980).
- 17 квітня:
  - Жизнєва Ольга Андріївна, російська і радянська акторка театру і кіно (пом. 1972).
  - Ржецька Лідія Іванівна, білоруська радянська акторка (пом. 1977).
- 5 травня — Марсель Ашар, французький сценарист і драматург (пом. 1974).
- 10 травня:
  - Карл Гартль, австрійський кінорежисер, сценарист і продюсер (пом. 1978).
  - Фред Астер, американський танцюрист, хореограф, кіноактор і співак австро-єврейсько-німецького походження (пом. 1987).
- 27 травня — Лазурін Соломон Мойсейович, радянський, український сценарист, кінорежисер (пом. 1959).
- 30 травня — Ірвінг Грант Тальберг, голлівудський продюсер (пом. 1936).
- 1 липня — Чарльз Лотон, британський та американський актор, сценарист, кінопродюсер та режисер (пом. 1962).
- 6 липня — Густав Учицкі, австрійський кінорежисер, сценарист і оператор (пом. 1961).
- 7 липня — Джордж К'юкор, американський кінорежисер і сценарист (пом. 1983).
- 17 липня — Джеймс Кегні, американський актор (пом. 1986).
- 29 липня — Еліс Террі, американська акторка (пом. 1987).
- 9 серпня — Пол Келлі, американський актор театру, кіно і телебачення (пом. 1956).
- 28 серпня — Шарль Буає — американський актор французького походження (пом. 1978).
- 30 серпня — Джордж Меріон-молодший, американський сценарист (пом. 1968).
- 1 вересня — Річард Арлен, американський актор кіно і телебачення (пом. 1976).
- 8 вересня — Мей МакЕвой, американська кіноакторка (пом. 1984).
- 21 вересня — Демиденко Андрій Макарович, український радянський звукооператор (пом. 1961).
- 20 жовтня — Евелін Брент, американська акторка (пом. 1975).
- 25 жовтня — Арман Тірар, французький кінооператор (пом. 1975).
- 29 жовтня — Акім Таміров, американський актор вірменського походження (пом. 1972).
- 4 листопада — Правов Іван Костянтинович, радянський режисер і сценарист (пом. 1971).
- 18 листопада — Любич Іван Сергійович, український та російський актор і режисер (пом. 1981).
- 21 листопада — Джобіна Ролстон, американська акторка німого кіно (пом. 1967).
- 23 листопада — Марсель Даліо, французький актор (пом. 1983).
- 6 грудня — Баталов Микола Петрович, російський радянський актор (пом. 1937).
- 9 грудня — Говард Фрімен, американський актор театру та кіно, продюсер (пом. 1967).
- 12 грудня — Флойд Кросбі, американський кінооператор (пом. 1985).
- 16 грудня — Ноел Ковард, англійський драматург, актор, композитор і режисер (пом. 1973).
- 25 грудня — Гамфрі Боґарт, американський кіноактор (пом. 1957).
- 28 грудня — Ротлейдер Михайло Якович, радянський та український організатор кіновиробництва (кінопродюсер) (пом. 1998).